# Mac Pro
Mac Pro — серия профессиональных рабочих станций и серверов, производимых корпорацией Apple с 2006 года.
Mac Pro, по некоторым оценкам производительности, является самым мощным компьютером, предлагаемым компанией Apple. Это один из четырёх настольных компьютеров в текущей линейке Macintosh, стоящий выше Mac mini, iMac и Mac Studio.

## Описание
Первый Mac Pro был основан на двух двухъядерных процессорах Intel Dual-core Xeon Woodcrest и официально анонсирован 7 августа 2006 года на всемирной конференции разработчиков, проводившейся компанией Apple (WWDC). Новый Intel Xeon-based Xserve был анонсирован вместе с Mac Pro, завершив миграцию Apple от PowerPC к архитектуре x86.
4 апреля 2007 года была анонсирована модель с двумя четырёхъядерными процессорами Quad-core Xeon Clovertown. Следующая модель была представлена 8 января 2008 года на основе двух четырёхъядерных процессоров Quad-core Xeon Harpertown.
Следующая модель Mac Pro была анонсирована 27 июля 2010 года. Компьютер основан на одном четырёхъядерном процессоре Quad-Core Intel Xeon Nehalem или на двух четырёхъядерных процессорах Quad-Core Intel Xeon Westmere или шестиядерных процессорах 6-Core Intel Xeon Westmere.
5 ноября 2010 года Apple представила Mac Pro Server который, наряду с Mac mini Server, был призван упразднить серверную линейку Apple Xserve.
10 июня 2013 года на ежегодной конференции WWDC состоялся релиз новой версии Mac Pro (2013), которая получила абсолютно новый дизайн (корпус вместо традиционного форм-фактора Tower стал цилиндрическим, его объём уменьшился в 8 раз). Размеры новых Mac Pro Его составляют 25 см в высоту, 17 см в диаметре. Mac Pro получил последнее поколение серверных процессоров Intel Xeon E5 с четырёхканальной памятью DDR3 объёмом от 12 до 64 ГБайт, работающей на частоте 1866 МГц (пропускная способность ОЗУ до 60 Гбит/сек). В новом Mac Pro установлен двухъядерный видеоадаптер AMD FirePro D300 или D500, который в два раза производительнее, чем аналог у предшественника.
Компьютер оснащается скоростным интерфейсом PCI Express, что позволило в 2,5 раза увеличить производительность дисковой подсистемы. SSD-накопители, установленные в этом компьютере, имеют объём 0,5 или 1 терабайт и способны работать на скорости 1 ГБайт/сек.
Также Mac Pro обладает шестью портами Thunderbolt 2, четырьмя портами USB 3.0. Помимо этого, имеются два Gigabit Ethernet и один HDMI. Поддерживаются беспроводные сети Wi-Fi стандарта 802.11ac (скорости до 1 Гбит/сек). Система охлаждения использует единый радиатор сложной формы и единственный вентилятор.
По информации Apple, Mac Pro будет полностью собираться в США, продажи начались в конце 2013-го. Цены на Mac Pro 2013 составляют 3 тысячи долларов за четырёхъядерную модель и от 4 тысяч долларов за шестиядерную модель.
В апреле 2018 года компания Apple подтвердила, что в 2019 году будет выпущен обновленный Mac Pro, который заменит модель 2013 года.
Apple анонсировала Mac Pro третьего поколения 3 июня 2019 года на WWDC. Он вернулся к башенной конструкции, аналогичной Power Mac G5 и моделям первого поколения. Дизайн также включает новую тепловую архитектуру с тремя вентиляторами, которая обещает предотвратить необходимость дросселирования процессора, чтобы компьютер всегда мог работать на пиковом уровне производительности. Оперативная память расширяется до 1,5 ТБ с помощью двенадцати модулей DIMM по 128 ГБ. В конфигурацию компьютера может быть включено до двух графических процессоров AMD Radeon Pro, которые поставляются в специальном модуле MPX без вентиляторов и используют систему охлаждения корпуса. Карта Apple Afterburner является пользовательским дополнением, которое добавляет аппаратное ускорение для кодеков ProRes. Как и у второго поколения, крышку можно снять, чтобы получить доступ к внутренним компонентам, которые оснащены восемью слотами PCIe для расширения. Его также можно приобрести с колёсами и в конфигурации для установки в стойку. Он был анонсирован вместе с 6K-монитором Pro Display XDR.
На своей весенней медиапрезентации 8 марта 2022 года компания Apple подтвердила, что разрабатывает Mac Pro на базе Apple silicon, который полностью завершит линейку компьютеров Apple на базе Apple silicon.
5 июня 2023 года на конференции WWDC 2023 Apple представила первую модель Mac Pro на базе Apple silicon. Компьютер остался в том же дизайне, что и модель 2019 года на базе Intel. Теперь Mac Pro 2023 года оснащается переработанной материнской платой Apple, которая поддерживает семь (шесть доступных) слотов PCIe 4.0 для расширения. Встроенный SSD в Mac Pro подвергается кастомизации. Модель на базе Apple silicon, за исключением встроенной графической подсистемы в чип M2 Ultra, не поддерживает установки сторонних видеокарт через слоты PCIe. При этом Apple заявляет, что мультимедийный движок чипа M2 Ultra обладает производительностью 7 встроенных FPGA-карт ускорителя видеообработки Apple Afterburner и поддерживает одновременное воспроизведение 22 видеопотоков 8K ProRes 422, и одновременный вывод картинки на шесть 6K-мониторов Pro Display XDR.

## Спецификации

### Mac Pro (4-го поколения)
| Модель                                | 2023 |
| Компонент                             | Apple M2 Ultra |
| ------------------------------------- | --- |
| Дата анонса                           | 5 июня 2023 года |
| Дата выпуска                          | 13 июня 2023 года |
| Статус                                | Производится |
| Название модели                       | A2786 (настольная версия), A2787 (рэковая версия) |
| ID модели                             | |
| Номер модели                          | Все модели изготавливаются на заказ |
| SoC                                   | Apple M2 Ultra (24-ядерный CPU) |
| SoC                                   | 16 производительных ядер (Avalanche) с тактовой частотой 3,49 ГГц и 8 энергоэффективных ядер (Blizzard) с тактовой частотой 2,42 ГГц |
| ОЗУ                                   | 64 ГБ объединённой памяти Опционально: 128 или 192 ГБ объединённой памяти (только на момент покупки) |
| ОЗУ                                   | 1024-битная восьмиканальная объединённая память LPDDR5-6400 (819,2 ГБ/с) |
| Поставляемый твердотельный накопитель | 1 ТБ SSD Опционально: 2, 4 или 8 ТБ SSD (замена возможна путём использования специальных комплектов для модернизации) |
| Поставляемый твердотельный накопитель | Твердотельный накопитель на базе PCIe со скоростью чтения до 7,4 ГБ/с |
| Графика                               | 60-ядерный встроенный графический процессор (GPU), разработанный Apple (опционально 76-ядерный GPU только на момент покупки) |
| Мультимедиа-движок                    | Аппаратное ускорение H.264, HEVC, ProRes и ProRes RAW: Два механизма декодирования видео, Четыре движка для кодирования видео, Четыре движка ProRes для кодирования и декодирования |
| ИИ-ускоритель                         | 32-ядерный встроенный ИИ-ускоритель, разработанный Apple (до 31,6 триллионов операций в секунду) |
| Модули связи                          | Встроенный Wi-Fi 6E (802.11a/b/g/n/ac/ax), до 2,4 Гбит/с 2× 10 Gigabit Ethernet с Lights Out Management Bluetooth 5.3 |
| Разъёмы                               | Thunderbolt 4 (USB-С 4) с поддержкой DisplayPort (2 порта на верхней части корпуса, 6 портов на передней части корпуса) USB Type-A (2 на задней части, 1 внутри корпуса) HDMI 2.1 (2 порта) 2 разъёма SATA (внутри корпуса) |
| Слоты расширения                      | 6 полноразмерных слотов PCIe 4.0 (2 слота x16, 4 слота x8) (поддержка сторонних видеокарт отсутствует) 1 полуразмерный слот x4 (занятый платой ввода/вывода) |
| Поддержка внешних мониторов           | До восьми 4K-дисплеев, трёх 8K-дисплеев или шести 6K-мониторов Pro Display XDR при 60 Гц (через порты Thunderbolt 4) До одного 8K-дисплея при 60 Гц или 4K-дисплея при 240 Гц (через порт HDMI 2.1) |
| Мощность блока питания                | 1,28 кВт (макс. непрерывная) |
| Аудио                                 | Встроенный монодинамик 3,5 мм разъём для наушников (с поддержкой высокоомных наушников) |
| Размеры                               | 52,9 см (высота) (55,7 см с дополнительными колёсиками) x 21,8 см (ширина) x 45 см (глубина) (настольная версия) 48,2 см (высота 5U) x 48,2 см (ширина) x 4,6 см (глубина рукоятки) (49,35 см – глубина корпуса (от фасции), 53,95 см – глубина корпуса (от рукоятки), 60,96 см – минимальная глубина рэка, 106,68 см – максимальная глубина рэка) (рэковая версия) |
| Вес                                   | 16,86 кг (настольная версия) 17,21 кг (рэковая версия) |
| Изначальная операционная система      | macOS 13 Ventura |
| Последняя версия операционной системы | macOS 14 Sonoma |

### Mac Pro (3-го поколения)
| Модель                                | Late 2019 | Late 2019 | Late 2019 | Late 2019 | Late 2019 |
| Компонент                             | Intel Xeon W (Cascade Lake-SP) | Intel Xeon W (Cascade Lake-SP) | Intel Xeon W (Cascade Lake-SP) | Intel Xeon W (Cascade Lake-SP) | Intel Xeon W (Cascade Lake-SP) |
| ------------------------------------- | --- | --- | --- | --- | --- |
| Дата анонса                           | 3 июня 2019 года | 3 июня 2019 года | 3 июня 2019 года | 3 июня 2019 года | 3 июня 2019 года |
| Дата выпуска                          | 10 декабря 2019 года | 10 декабря 2019 года | 10 декабря 2019 года | 10 декабря 2019 года | 10 декабря 2019 года |
| Снят с производства                   | 5 июня 2023 года | 5 июня 2023 года | 5 июня 2023 года | 5 июня 2023 года | 5 июня 2023 года |
| Название модели                       | A1991 (настольная версия), A2304 (рэковая версия) | A1991 (настольная версия), A2304 (рэковая версия) | A1991 (настольная версия), A2304 (рэковая версия) | A1991 (настольная версия), A2304 (рэковая версия) | A1991 (настольная версия), A2304 (рэковая версия) |
| ID модели                             | MacPro7,1 | MacPro7,1 | MacPro7,1 | MacPro7,1 | MacPro7,1 |
| Номер модели                          | Все модели изготавливаются на заказ | Все модели изготавливаются на заказ | Все модели изготавливаются на заказ | Все модели изготавливаются на заказ | Все модели изготавливаются на заказ |
| Чипсет                                | Intel C621 | Intel C621 | Intel C621 | Intel C621 | Intel C621 |
| Процессор                             | Восьмиядерный Intel Xeon W-3223 (Cascade Lake-SP) с тактовой частотой 3,5 ГГц, с 24,5 МБ кэш-памяти третьего уровня | Двенадцатиядерный Intel Xeon W-3235 (Cascade Lake-SP) с тактовой частотой 3,3 ГГц, с 31,2 МБ кэш-памяти третьего уровня | Шестнадцатиядерный Intel Xeon W-3245 (Cascade Lake-SP) с тактовой частотой 3,2 ГГц, с 38 МБ кэш-памяти третьего уровня | Двадцатичетырёхъядерный Intel Xeon W-3265M (Cascade Lake-SP) с тактовой частотой 2,7 ГГц, с 57 МБ кэш-памяти третьего уровня | Двадцативосьмиядерный Intel Xeon W-3275M (Cascade Lake-SP) с тактовой частотой 2,5 ГГц, с 66,5 МБ кэш-памяти третьего уровня |
| Оперативная память                    | 32 ГБ ОЗУ (четыре модуля по 8 ГБ) DDR4 ECC, работающей на частоте 2666 МГц Возможно расширение до 768 ГБ ОЗУ (шестью модулями DIMM по 128 ГБ или двенадцатью модулями DIMM по 64 ГБ) | 32 ГБ ОЗУ (четыре модуля по 8 ГБ) DDR4 ECC, работающей на частоте 2933 МГц Возможно расширение до 768 ГБ ОЗУ (шестью модулями DIMM по 128 ГБ или двенадцатью модулями DIMM по 64 ГБ) | 32 ГБ ОЗУ (четыре модуля по 8 ГБ) DDR4 ECC, работающей на частоте 2933 МГц Возможно расширение до 768 ГБ ОЗУ (шестью модулями DIMM по 128 ГБ или двенадцатью модулями DIMM по 64 ГБ) | 32 ГБ ОЗУ (четыре модуля по 8 ГБ) DDR4 ECC, работающей на частоте 2933 МГц Возможно расширение до 1.5 ТБ ОЗУ (двенадцатью модулями DIMM по 128 ГБ) | 32 ГБ ОЗУ (четыре модуля по 8 ГБ) DDR4 ECC, работающей на частоте 2933 МГц Возможно расширение до 1.5 ТБ ОЗУ (двенадцатью модулями DIMM по 128 ГБ) |
| Поставляемый твердотельный накопитель | 512 ГБ SSD (256 ГБ до марта 2022 года) Опционально: 1, 2, 4 или 8 ТБ SSD | 512 ГБ SSD (256 ГБ до марта 2022 года) Опционально: 1, 2, 4 или 8 ТБ SSD | 512 ГБ SSD (256 ГБ до марта 2022 года) Опционально: 1, 2, 4 или 8 ТБ SSD | 512 ГБ SSD (256 ГБ до марта 2022 года) Опционально: 1, 2, 4 или 8 ТБ SSD | 512 ГБ SSD (256 ГБ до марта 2022 года) Опционально: 1, 2, 4 или 8 ТБ SSD |
| Поставляемый твердотельный накопитель | PCIe SSD, до двух модулей, без возможности горячей замены | | | | |
| Чип безопасности                      | Apple T2 | Apple T2 | Apple T2 | Apple T2 | Apple T2 |
| Графика                               | AMD Radeon Pro W5500X с 8 ГБ GDDR6 памяти (доступна с июля 2020 года, в базовой конфигурации с марта 2022 года) AMD Radeon Pro 580X с 8 ГБ GDDR5 памяти (снята с производства в марте 2022 года) Опционально: Одна или две AMD Radeon Pro W5700X с 16/32 ГБ GDDR6 памяти (доступна с апреля 2020 года) Одна или две AMD Radeon Pro Vega II с 32/64 ГБ HBM2 памяти Одна или две AMD Radeon Pro Vega II Duo с 64/128 ГБ HBM2 памяти AMD Radeon Pro W6600X с 8 ГБ GDDR6 памяти (доступна с марта 2022 года) Одна или две AMD Radeon Pro W6800X с 32/64 ГБ GDDR6 памяти (доступна с августа 2021 года) Одна или две AMD Radeon Pro W6800X Duo с 64/128 ГБ GDDR6 памяти (доступна с августа 2021 года) Одна или две AMD Radeon Pro W6900X с 32/64 ГБ GDDR6 памяти (доступна с августа 2021 года) | AMD Radeon Pro W5500X с 8 ГБ GDDR6 памяти (доступна с июля 2020 года, в базовой конфигурации с марта 2022 года) AMD Radeon Pro 580X с 8 ГБ GDDR5 памяти (снята с производства в марте 2022 года) Опционально: Одна или две AMD Radeon Pro W5700X с 16/32 ГБ GDDR6 памяти (доступна с апреля 2020 года) Одна или две AMD Radeon Pro Vega II с 32/64 ГБ HBM2 памяти Одна или две AMD Radeon Pro Vega II Duo с 64/128 ГБ HBM2 памяти AMD Radeon Pro W6600X с 8 ГБ GDDR6 памяти (доступна с марта 2022 года) Одна или две AMD Radeon Pro W6800X с 32/64 ГБ GDDR6 памяти (доступна с августа 2021 года) Одна или две AMD Radeon Pro W6800X Duo с 64/128 ГБ GDDR6 памяти (доступна с августа 2021 года) Одна или две AMD Radeon Pro W6900X с 32/64 ГБ GDDR6 памяти (доступна с августа 2021 года) | AMD Radeon Pro W5500X с 8 ГБ GDDR6 памяти (доступна с июля 2020 года, в базовой конфигурации с марта 2022 года) AMD Radeon Pro 580X с 8 ГБ GDDR5 памяти (снята с производства в марте 2022 года) Опционально: Одна или две AMD Radeon Pro W5700X с 16/32 ГБ GDDR6 памяти (доступна с апреля 2020 года) Одна или две AMD Radeon Pro Vega II с 32/64 ГБ HBM2 памяти Одна или две AMD Radeon Pro Vega II Duo с 64/128 ГБ HBM2 памяти AMD Radeon Pro W6600X с 8 ГБ GDDR6 памяти (доступна с марта 2022 года) Одна или две AMD Radeon Pro W6800X с 32/64 ГБ GDDR6 памяти (доступна с августа 2021 года) Одна или две AMD Radeon Pro W6800X Duo с 64/128 ГБ GDDR6 памяти (доступна с августа 2021 года) Одна или две AMD Radeon Pro W6900X с 32/64 ГБ GDDR6 памяти (доступна с августа 2021 года) | AMD Radeon Pro W5500X с 8 ГБ GDDR6 памяти (доступна с июля 2020 года, в базовой конфигурации с марта 2022 года) AMD Radeon Pro 580X с 8 ГБ GDDR5 памяти (снята с производства в марте 2022 года) Опционально: Одна или две AMD Radeon Pro W5700X с 16/32 ГБ GDDR6 памяти (доступна с апреля 2020 года) Одна или две AMD Radeon Pro Vega II с 32/64 ГБ HBM2 памяти Одна или две AMD Radeon Pro Vega II Duo с 64/128 ГБ HBM2 памяти AMD Radeon Pro W6600X с 8 ГБ GDDR6 памяти (доступна с марта 2022 года) Одна или две AMD Radeon Pro W6800X с 32/64 ГБ GDDR6 памяти (доступна с августа 2021 года) Одна или две AMD Radeon Pro W6800X Duo с 64/128 ГБ GDDR6 памяти (доступна с августа 2021 года) Одна или две AMD Radeon Pro W6900X с 32/64 ГБ GDDR6 памяти (доступна с августа 2021 года) | AMD Radeon Pro W5500X с 8 ГБ GDDR6 памяти (доступна с июля 2020 года, в базовой конфигурации с марта 2022 года) AMD Radeon Pro 580X с 8 ГБ GDDR5 памяти (снята с производства в марте 2022 года) Опционально: Одна или две AMD Radeon Pro W5700X с 16/32 ГБ GDDR6 памяти (доступна с апреля 2020 года) Одна или две AMD Radeon Pro Vega II с 32/64 ГБ HBM2 памяти Одна или две AMD Radeon Pro Vega II Duo с 64/128 ГБ HBM2 памяти AMD Radeon Pro W6600X с 8 ГБ GDDR6 памяти (доступна с марта 2022 года) Одна или две AMD Radeon Pro W6800X с 32/64 ГБ GDDR6 памяти (доступна с августа 2021 года) Одна или две AMD Radeon Pro W6800X Duo с 64/128 ГБ GDDR6 памяти (доступна с августа 2021 года) Одна или две AMD Radeon Pro W6900X с 32/64 ГБ GDDR6 памяти (доступна с августа 2021 года) |
| Модули связи                          | Встроенный Wi-Fi 5 (802.11a/b/g/n/ac), до 1,3 Гбит/с 2× 10 Gigabit Ethernet с Lights Out Management Bluetooth 5.0 | Встроенный Wi-Fi 5 (802.11a/b/g/n/ac), до 1,3 Гбит/с 2× 10 Gigabit Ethernet с Lights Out Management Bluetooth 5.0 | Встроенный Wi-Fi 5 (802.11a/b/g/n/ac), до 1,3 Гбит/с 2× 10 Gigabit Ethernet с Lights Out Management Bluetooth 5.0 | Встроенный Wi-Fi 5 (802.11a/b/g/n/ac), до 1,3 Гбит/с 2× 10 Gigabit Ethernet с Lights Out Management Bluetooth 5.0 | Встроенный Wi-Fi 5 (802.11a/b/g/n/ac), до 1,3 Гбит/с 2× 10 Gigabit Ethernet с Lights Out Management Bluetooth 5.0 |
| Разъёмы                               | Thunderbolt 3 (USB-C 3.1 Gen 2) с поддержкой DisplayPort (2 на верхней части корпуса, 2 на задней плате ввода/вывода (во всех моделях)) (дополнительно 4 на задней части (одна Radeon Pro W5700X, Radeon Pro Vega II/Vega II Duo) или 8 (две Radeon Pro W5700X, Radeon Pro Vega II/Vega II Duo) USB 3.0 Type-A (2 на задней части, 1 внутри корпуса) HDMI 2.0 (1 порт (одна Radeon Pro W5700X, Radeon Pro Vega II/Vega II Duo) 2 порта (Radeon Pro 580X, Radeon Pro W5500X, две Radeon Pro W5700X, Radeon Pro Vega II/Vega II Duo) 2 разъёма SATA (внутри корпуса) | Thunderbolt 3 (USB-C 3.1 Gen 2) с поддержкой DisplayPort (2 на верхней части корпуса, 2 на задней плате ввода/вывода (во всех моделях)) (дополнительно 4 на задней части (одна Radeon Pro W5700X, Radeon Pro Vega II/Vega II Duo) или 8 (две Radeon Pro W5700X, Radeon Pro Vega II/Vega II Duo) USB 3.0 Type-A (2 на задней части, 1 внутри корпуса) HDMI 2.0 (1 порт (одна Radeon Pro W5700X, Radeon Pro Vega II/Vega II Duo) 2 порта (Radeon Pro 580X, Radeon Pro W5500X, две Radeon Pro W5700X, Radeon Pro Vega II/Vega II Duo) 2 разъёма SATA (внутри корпуса) | Thunderbolt 3 (USB-C 3.1 Gen 2) с поддержкой DisplayPort (2 на верхней части корпуса, 2 на задней плате ввода/вывода (во всех моделях)) (дополнительно 4 на задней части (одна Radeon Pro W5700X, Radeon Pro Vega II/Vega II Duo) или 8 (две Radeon Pro W5700X, Radeon Pro Vega II/Vega II Duo) USB 3.0 Type-A (2 на задней части, 1 внутри корпуса) HDMI 2.0 (1 порт (одна Radeon Pro W5700X, Radeon Pro Vega II/Vega II Duo) 2 порта (Radeon Pro 580X, Radeon Pro W5500X, две Radeon Pro W5700X, Radeon Pro Vega II/Vega II Duo) 2 разъёма SATA (внутри корпуса) | Thunderbolt 3 (USB-C 3.1 Gen 2) с поддержкой DisplayPort (2 на верхней части корпуса, 2 на задней плате ввода/вывода (во всех моделях)) (дополнительно 4 на задней части (одна Radeon Pro W5700X, Radeon Pro Vega II/Vega II Duo) или 8 (две Radeon Pro W5700X, Radeon Pro Vega II/Vega II Duo) USB 3.0 Type-A (2 на задней части, 1 внутри корпуса) HDMI 2.0 (1 порт (одна Radeon Pro W5700X, Radeon Pro Vega II/Vega II Duo) 2 порта (Radeon Pro 580X, Radeon Pro W5500X, две Radeon Pro W5700X, Radeon Pro Vega II/Vega II Duo) 2 разъёма SATA (внутри корпуса) | Thunderbolt 3 (USB-C 3.1 Gen 2) с поддержкой DisplayPort (2 на верхней части корпуса, 2 на задней плате ввода/вывода (во всех моделях)) (дополнительно 4 на задней части (одна Radeon Pro W5700X, Radeon Pro Vega II/Vega II Duo) или 8 (две Radeon Pro W5700X, Radeon Pro Vega II/Vega II Duo) USB 3.0 Type-A (2 на задней части, 1 внутри корпуса) HDMI 2.0 (1 порт (одна Radeon Pro W5700X, Radeon Pro Vega II/Vega II Duo) 2 порта (Radeon Pro 580X, Radeon Pro W5500X, две Radeon Pro W5700X, Radeon Pro Vega II/Vega II Duo) 2 разъёма SATA (внутри корпуса) |
| Поддержка внешних мониторов           | До шести 4K мониторов, двух 5K мониторов или двух Pro Display XDR (Radeon Pro 580X) До четырёх 4K мониторов, одного 5K монитора или одного Pro Display XDR (Radeon Pro W5500X) До шести 4K мониторов, трёх 5K мониторов или трёх Pro Display XDR (Radeon Pro W5700X) До шести 4K мониторов, трёх 5K мониторов или двух Pro Display XDR (Radeon Pro Vega II) До восьми 4K мониторов, четырёх 5K мониторов или четырёх Pro Display XDR (одна Radeon Pro Vega II Duo) До двенадцати 4K мониторов, шести 5K мониторов или шести Pro Display XDR (две Radeon Pro Vega II Duo) | До шести 4K мониторов, двух 5K мониторов или двух Pro Display XDR (Radeon Pro 580X) До четырёх 4K мониторов, одного 5K монитора или одного Pro Display XDR (Radeon Pro W5500X) До шести 4K мониторов, трёх 5K мониторов или трёх Pro Display XDR (Radeon Pro W5700X) До шести 4K мониторов, трёх 5K мониторов или двух Pro Display XDR (Radeon Pro Vega II) До восьми 4K мониторов, четырёх 5K мониторов или четырёх Pro Display XDR (одна Radeon Pro Vega II Duo) До двенадцати 4K мониторов, шести 5K мониторов или шести Pro Display XDR (две Radeon Pro Vega II Duo) | До шести 4K мониторов, двух 5K мониторов или двух Pro Display XDR (Radeon Pro 580X) До четырёх 4K мониторов, одного 5K монитора или одного Pro Display XDR (Radeon Pro W5500X) До шести 4K мониторов, трёх 5K мониторов или трёх Pro Display XDR (Radeon Pro W5700X) До шести 4K мониторов, трёх 5K мониторов или двух Pro Display XDR (Radeon Pro Vega II) До восьми 4K мониторов, четырёх 5K мониторов или четырёх Pro Display XDR (одна Radeon Pro Vega II Duo) До двенадцати 4K мониторов, шести 5K мониторов или шести Pro Display XDR (две Radeon Pro Vega II Duo) | До шести 4K мониторов, двух 5K мониторов или двух Pro Display XDR (Radeon Pro 580X) До четырёх 4K мониторов, одного 5K монитора или одного Pro Display XDR (Radeon Pro W5500X) До шести 4K мониторов, трёх 5K мониторов или трёх Pro Display XDR (Radeon Pro W5700X) До шести 4K мониторов, трёх 5K мониторов или двух Pro Display XDR (Radeon Pro Vega II) До восьми 4K мониторов, четырёх 5K мониторов или четырёх Pro Display XDR (одна Radeon Pro Vega II Duo) До двенадцати 4K мониторов, шести 5K мониторов или шести Pro Display XDR (две Radeon Pro Vega II Duo) | До шести 4K мониторов, двух 5K мониторов или двух Pro Display XDR (Radeon Pro 580X) До четырёх 4K мониторов, одного 5K монитора или одного Pro Display XDR (Radeon Pro W5500X) До шести 4K мониторов, трёх 5K мониторов или трёх Pro Display XDR (Radeon Pro W5700X) До шести 4K мониторов, трёх 5K мониторов или двух Pro Display XDR (Radeon Pro Vega II) До восьми 4K мониторов, четырёх 5K мониторов или четырёх Pro Display XDR (одна Radeon Pro Vega II Duo) До двенадцати 4K мониторов, шести 5K мониторов или шести Pro Display XDR (две Radeon Pro Vega II Duo) |
| Аудио                                 | Встроенный монодинамик 3,5 мм разъём для наушников | Встроенный монодинамик 3,5 мм разъём для наушников | Встроенный монодинамик 3,5 мм разъём для наушников | Встроенный монодинамик 3,5 мм разъём для наушников | Встроенный монодинамик 3,5 мм разъём для наушников |
| Размеры                               | 52,9 см (высота) x 21,8 см (ширина) x 45 см (глубина) (настольная версия) 22 см (или высота 5U) x 48,2 см (ширина) x 54 см (глубина) (рэковая версия) | 52,9 см (высота) x 21,8 см (ширина) x 45 см (глубина) (настольная версия) 22 см (или высота 5U) x 48,2 см (ширина) x 54 см (глубина) (рэковая версия) | 52,9 см (высота) x 21,8 см (ширина) x 45 см (глубина) (настольная версия) 22 см (или высота 5U) x 48,2 см (ширина) x 54 см (глубина) (рэковая версия) | 52,9 см (высота) x 21,8 см (ширина) x 45 см (глубина) (настольная версия) 22 см (или высота 5U) x 48,2 см (ширина) x 54 см (глубина) (рэковая версия) | 52,9 см (высота) x 21,8 см (ширина) x 45 см (глубина) (настольная версия) 22 см (или высота 5U) x 48,2 см (ширина) x 54 см (глубина) (рэковая версия) |
| Вес                                   | 18 кг | 18 кг | 18 кг | 18 кг | 18 кг |
| Изначальная операционная система      | macOS 10.15 Catalina | macOS 10.15 Catalina | macOS 10.15 Catalina | macOS 10.15 Catalina | macOS 10.15 Catalina |
| Последняя версия операционной системы | macOS 14 Sonoma | macOS 14 Sonoma | macOS 14 Sonoma | macOS 14 Sonoma | macOS 14 Sonoma |

### Mac Pro (2-го поколения)
| Модель                                                           | Late 2013 | Late 2013 | Late 2013 | Late 2013 |
| ---------------------------------------------------------------- | --- | --- | --- | --- |
| Компонент                                                        | Intel Xeon E5 (Ivy Bridge-EP)                                                                                         | Intel Xeon E5 (Ivy Bridge-EP)                                                                                      | Intel Xeon E5 (Ivy Bridge-EP) | Intel Xeon E5 (Ivy Bridge-EP) |
| Дата анонса                                                      | 10 июня 2013 года | 10 июня 2013 года                                                                                                  | 10 июня 2013 года | 10 июня 2013 года |
| Дата выпуска                                                     | 19 декабря 2013 года                                                                                                  | 19 декабря 2013 года                                                                                               | 19 декабря 2013 года | 19 декабря 2013 года |
| Снят с производства                                              | 10 декабря 2019 года                                                                                                  | 10 декабря 2019 года                                                                                               | 10 декабря 2019 года | 10 декабря 2019 года |
| Название модели                                                  | A1481 | A1481 | A1481 | A1481 |
| ID модели                                                        | MacPro6,1 | MacPro6,1 | MacPro6,1 | MacPro6,1 |
| Номер модели                                                     | ME253 | MD878 | MQGG | Сборка на заказ |
| Чипсет                                                           | Intel C602J | Intel C602J | Intel C602J | Intel C602J |
| Процессор                                                        | Четырёхъядерный Intel Xeon E5-1620 v2 (Ivy Bridge-EP) с тактовой частотой 3,7 ГГц, с 10 МБ кэш-памяти третьего уровня | Шестиядерный Intel Xeon E5-1650 v2 (Ivy Bridge-EP) с тактовой частотой 3,5 ГГц, с 12 МБ кэш-памяти третьего уровня | Восьмиядерный Intel Xeon E5-1680 v2 (Ivy Bridge-EP) с тактовой частотой 3 ГГц, с 25 МБ кэш-памяти третьего уровня | Двенадцатиядерный Intel Xeon E5-2697 v2 (Ivy Bridge-EP) с тактовой частотой 2,7 ГГц, с 30 МБ кэш-памяти третьего уровня |
| Системная шина                                                   | DMI 2.0 | DMI 2.0 | DMI 2.0 | 2 × DMI 8.0 GT/s |

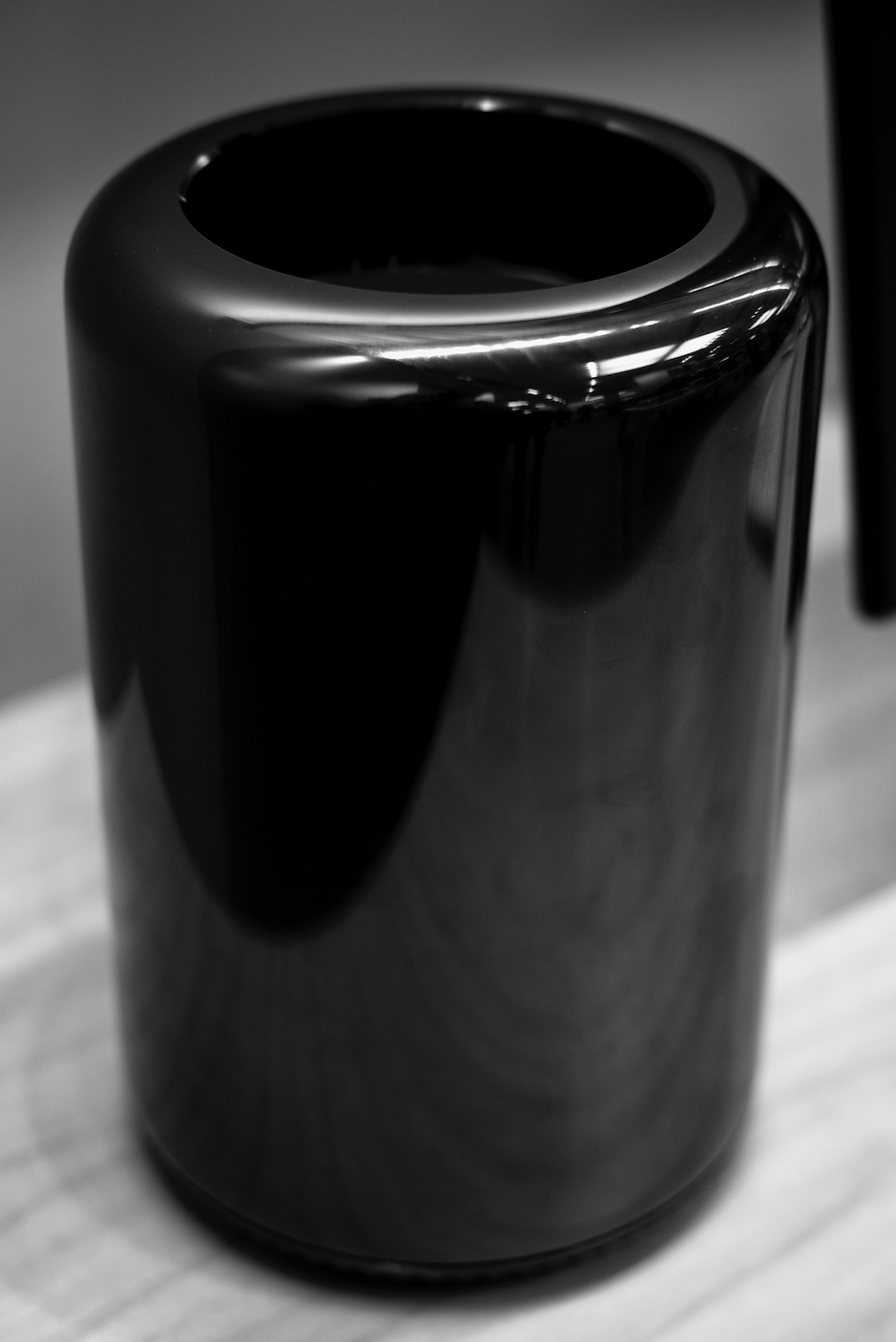
Mac Pro 2-го поколения

| Оперативная память                                               | 12 ГБ (три модуля по 4 ГБ) DDR3 ECC, работающей на частоте 1866 МГц (пропускная способность до 60 ГБ/с)               | 16 ГБ (четыре модуля по 4 ГБ) DDR3 ECC, работающей на частоте 1866 МГц (пропускная способность до 60 ГБ/с)         | 12 ГБ (три модуля по 4 ГБ) или 16 ГБ (четыре модуля по 4 ГБ) DDR3 ECC, работающей на частоте 1866 МГц (пропускная способность до 60 ГБ/с) Возможно расширение до 64 ГБ ОЗУ (четыре модуля по 16 ГБ) (официально), или до 128 ГБ ОЗУ с помощью модулей памяти от сторонних производителей. | 12 ГБ (три модуля по 4 ГБ) или 16 ГБ (четыре модуля по 4 ГБ) DDR3 ECC, работающей на частоте 1866 МГц (пропускная способность до 60 ГБ/с) Возможно расширение до 64 ГБ ОЗУ (четыре модуля по 16 ГБ) (официально), или до 128 ГБ ОЗУ с помощью модулей памяти от сторонних производителей. |
| Поставляемый твердотельный накопитель                            | 256 ГБ PCIe SSD Опционально: 512 ГБ или 1 ТБ SSD                                                                      | 256 ГБ PCIe SSD Опционально: 512 ГБ или 1 ТБ SSD                                                                   | 256 ГБ PCIe SSD Опционально: 512 ГБ или 1 ТБ SSD | 256 ГБ PCIe SSD Опционально: 512 ГБ или 1 ТБ SSD |
| Графический процессор (встроено сразу два одинаковых процессора) | AMD FirePro D300 с 2 ГБ GDDR5 памяти                                                                                  | AMD FirePro D300 с 2 ГБ GDDR5 памяти                                                                               | AMD FirePro D500 с 3 ГБ GDDR5 памяти Опционально: AMD FirePro D700 с 6 ГБ GDDR5 памяти | AMD FirePro D500 с 3 ГБ GDDR5 памяти Опционально: AMD FirePro D700 с 6 ГБ GDDR5 памяти |
| Модули связи                                                     | Встроенный Wi-Fi 5 (802.11a/b/g/n/ac), до 1,3 Гбит/с 2× Gigabit Ethernet Bluetooth 4.0                                | Встроенный Wi-Fi 5 (802.11a/b/g/n/ac), до 1,3 Гбит/с 2× Gigabit Ethernet Bluetooth 4.0                             | Встроенный Wi-Fi 5 (802.11a/b/g/n/ac), до 1,3 Гбит/с 2× Gigabit Ethernet Bluetooth 4.0 | Встроенный Wi-Fi 5 (802.11a/b/g/n/ac), до 1,3 Гбит/с 2× Gigabit Ethernet Bluetooth 4.0 |
| Разъёмы                                                          | 4× USB 3.0 6× Thunderbolt 2 HDMI 1.4                                                                                  | 4× USB 3.0 6× Thunderbolt 2 HDMI 1.4                                                                               | 4× USB 3.0 6× Thunderbolt 2 HDMI 1.4 | 4× USB 3.0 6× Thunderbolt 2 HDMI 1.4 |
| Аудио                                                            | Встроенный монодинамик Аудиовыход/оптический цифровой аудиовыход 3,5 мм разъём для наушников                          | Встроенный монодинамик Аудиовыход/оптический цифровой аудиовыход 3,5 мм разъём для наушников                       | Встроенный монодинамик Аудиовыход/оптический цифровой аудиовыход 3,5 мм разъём для наушников | Встроенный монодинамик Аудиовыход/оптический цифровой аудиовыход 3,5 мм разъём для наушников |
| Размеры                                                          | 25,1 см (высота) × 16,8 см (диаметр)                                                                                  | 25,1 см (высота) × 16,8 см (диаметр)                                                                               | 25,1 см (высота) × 16,8 см (диаметр) | 25,1 см (высота) × 16,8 см (диаметр) |
| Вес                                                              | 4,99 кг | 4,99 кг | 4,99 кг | 4,99 кг |
| Изначальная операционная система                                 | OS X 10.9 Mavericks                                                                                                   | OS X 10.9 Mavericks                                                                                                | OS X 10.9 Mavericks | OS X 10.9 Mavericks |
| Последняя версия операционной системы                            | macOS 12 Monterey | macOS 12 Monterey                                                                                                  | macOS 12 Monterey | macOS 12 Monterey |

### Mac Pro (1-го поколения)
| Модель                                             | Mid 2006 | Early 2008 | Early 2009 | Mid 2010 | Mid 2012 |
| -------------------------------------------------- | --- | --- | --- | --- | --- |
| Компонент                                          | Intel Xeon (Woodcrest) | Intel Xeon (Harpertown) | Intel Xeon (Nehalem и Bloomfield) | Intel Xeon (Westmere) | Intel Xeon (Westmere) |
| Дата выпуска                                       | 7 августа 2006 4 апреля 2007 (MacPro2,1) | 8 января 2008 | 3 марта 2009 | 27 июля 2010 | 11 июня 2012 |
| Снят с производства                                | 8 января 2008 | 3 марта 2009 | 27 июля 2010 | 11 июня 2012 | 22 октября 2013 |

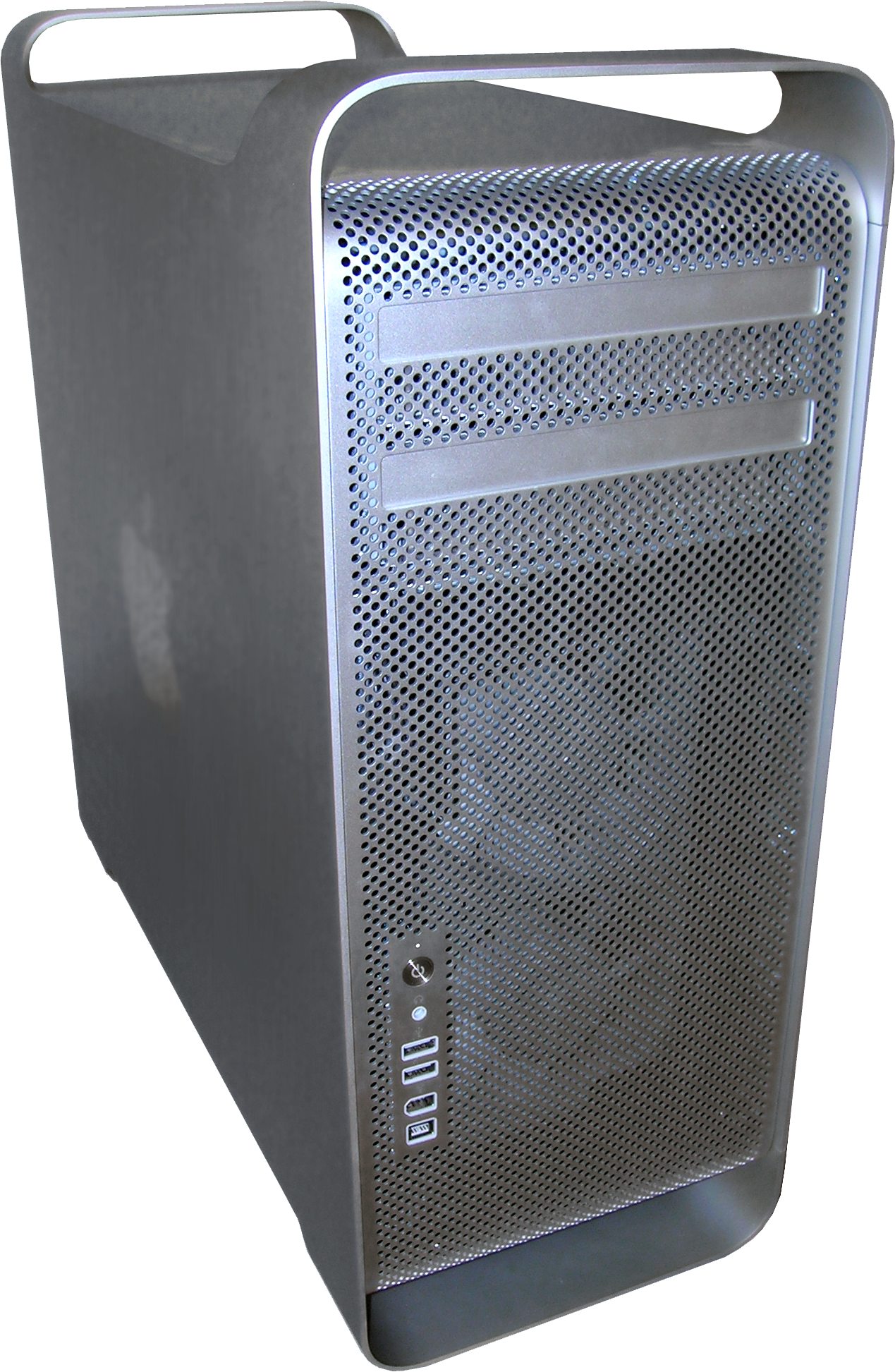
Mac Pro 1-го поколения

| Название модели                                    | A1186 (EMC 2113) (EMC 2138, вариант с двумя четырёхъядерными процессорами, доступный с 4 апреля 2007) | A1186 | A1289 | A1289 | A1289 |
| ID модели                                          | MacPro1,1 MacPro2,1 (варианты с двумя четырёхъядерными процессорами) | MacPro3,1 | MacPro4,1 | MacPro5,1 | MacPro5,1 |
| Номер модели                                       | MA356 | MA970 | MB871, MB535 | MC560, MC250, MC561 | MD770, MD771, MD772 |
| Режим EFI                                          | EFI32 | EFI64 | EFI64 | EFI64 | EFI64 |
| Режим ядра                                         | 32-бит | 64-бит | 64-бит | 64-бит | 64-бит |
| Чипсет                                             | Intel 5000X | Intel 5400 | Intel X58 (для однопроцессорных систем), Intel 5520 (для двухпроцессорных систем) | Intel X58 (для однопроцессорных систем), Intel 5520 (для двухпроцессорных систем) | Intel X58 (для однопроцессорных систем), Intel 5520 (для двухпроцессорных систем) |
| Процессор                                          | Два двухъядерных Intel Xeon 5150 (Woodcrest) с тактовой частотой 2,66 ГГц Опционально: два двухъядерных Intel Xeon 5130 с тактовой частотой 2 ГГц, Intel Xeon 5160 с тактовой частотой 2,66 или 3 ГГц, или два четырёхъядерных Intel Xeon X5365 (Clovertown) с тактовой частотой 3 ГГц                      | Два четырёхъядерных Intel Xeon E5462 (Harpertown) с тактовой частотой 2,8 ГГц Опционально: два четырёхъядерных Intel Xeon E5472 с тактовой частотой 3 ГГц, Intel Xeon X5482 с тактовой частотой 3,2 ГГц или один четырёхъядерный Intel Xeon E5462 с тактовой частотой 2,8 ГГц                                 | Четырёхъядерный Intel Xeon W3520 (Bloomfield) с тактовой частотой 2,66 ГГц или два четырёхъядерных Intel Xeon E5520 (Gainestown) с тактовой частотой 2,26 ГГц и 8 МБ кэш-памяти третьего уровня Опционально: четырёхъядерные Intel Xeon W3540 (Bloomfield) с тактовой частотой 2,93 ГГц, Intel Xeon W3580 с тактовой частотой 3,33 ГГц или два четырёхъядерных Intel Xeon X5550 (Gainestown) с тактовой частотой 2,66 ГГц и Intel Xeon X5570 с тактовой частотой 2,93 ГГц и 8 МБ кэш-памяти третьего уровня                                                                | Четырёхъядерный Intel Xeon W3530 (Bloomfield) с тактовой частотой 2,8 ГГц и 8 МБ кэш-памяти третьего уровня, два четырёхъядерных Intel Xeon E5620 (Gulftown) с тактовой частотой 2,4 ГГц и 12 МБ кэш-памяти третьего уровня или два шестиядерных Intel Xeon X5650 (Gulftown) с тактовой частотой 2,66 ГГц и 12 МБ кэш-памяти третьего уровня Опционально: четырёхъядерный Intel Xeon W3565 (Bloomfield) с тактовой частотой 3,2 ГГц и 8 МБ кэш-памяти третьего уровня, шестиядерный Intel Xeon W3680 (Gulftown) с тактовой частотой 3,33 ГГц и 12 МБ кэш-памяти третьего уровня или два шестиядерных Intel Xeon X5670 (Gulftown) с тактовой частотой 2,93 ГГц и 12 МБ кэш-памяти третьего уровня | Четырёхъядерный Intel Xeon W3565 (Bloomfield) с тактовой частотой 3,2 ГГц и 8 МБ кэш-памяти третьего уровня, или два шестиядерных Intel Xeon E5645 (Westmere-EP) с тактовой частотой 2,4 ГГц и 12 МБ кэш-памяти третьего уровня Опционально: шестиядерный Intel Xeon W3680 (Gulftown) с тактовой частотой 3,33 ГГц и 12 МБ кэш-памяти третьего уровня, или два шестиядерных Intel Xeon X5650 (Westmere-EP) с тактовой частотой 2,66 ГГц и 12 МБ кэш-памяти третьего уровня и Intel Xeon X5675 с тактовой частотой 3,06 ГГц и 12 МБ кэш-памяти третьего уровня |
| Системная шина                                     | 1333 МГц | 1600 МГц | 4,8 GT/s (для однопроцессорных четырёхъядерных моделей) или 6,4 GT/s | 4,8 GT/s (для четырёхъядерных моделей), 5,86 GT/s (для двухпроцессорных четырёхъядерных моделей) или 6,4 GT/s | 4,8 GT/s (для однопроцессорных четырёхъядерных моделей), 5,86 GT/s (для двухпроцессорных шестиядерных моделей) или 6,4 GT/s |
| Системная шина                                     | Front-side bus | Front-side bus | QuickPath Interconnect | QuickPath Interconnect | QuickPath Interconnect |
| Оперативная память                                 | 1 ГБ (два модуля по 512 МБ) DDR2 ECC, работающей на частоте 667 МГц (с полной буферизацией DIMM) Возможно расширение до 16 ГБ ОЗУ (официально), или до 32 ГБ ОЗУ | 2 ГБ (два модуля по 1 ГБ) DDR2 ECC, работающей на частоте 800 МГц (с полной буферизацией DIMM) Возможно расширение до 64 ГБ ОЗУ | 3 ГБ (три модуля по 1 ГБ) (для однопроцессорных четырёхъядерных систем) или 6 ГБ (шесть модулей по 1 ГБ) (для двухпроцессорных четырёхъядерных систем) DDR3 ECC DIMM, работающей на частоте 1066 МГц Возможно расширение до 16 ГБ ОЗУ (в однопроцессорных четырёхъядерных моделях (официально, с помощью сторонних модулей памяти DIMM возможно расширение до 48 ГБ ОЗУ (тремя модулями по 16 ГБ)) и до 32 ГБ ОЗУ (в двухпроцессорных четырёхъядерных моделях (официально, с помощью сторонних модулей DIMM возможно расширение до 128 ГБ ОЗУ (восемью модулями по 16 ГБ)) | 3 ГБ (три модуля по 1 ГБ) (для четырёхъядерных и шестиядерных моделей) или 6 ГБ (шесть модулей по 1 ГБ) (для восьмиядерных и двенадцатиядерных моделей) DDR3 ECC SDRAM, работающей на частоте 1333 МГц Возможно расширение до 48 ГБ ОЗУ (для четырёхъядерных моделей), и 64 ГБ ОЗУ (для восьмиядерных и двенадцатиядерных моделей) (с возможностью расширения до 128 ГБ ОЗУ с помощью сторонних модулей DIMM (восемью модулями по 16 ГБ)) | 4 ГБ (четыре модуля по 1 ГБ) (для четырёхъядерных и шестиядерных моделей) или 8 ГБ (восемь модулей по 1 ГБ) (для восьмиядерных и двенадцатиядерных моделей) DDR3 ECC SDRAM, работающей на частоте 1333 МГц Возможно расширение до 48 ГБ ОЗУ (для четырёхъядерных и шестиядерных моделей), и 64 ГБ ОЗУ (для двенадцатиядерных моделей) (официально, возможно расширение до 128 ГБ ОЗУ с помощью сторонних модулей памяти (восемью модулями по 16 ГБ)) |
| Графика Возможность установки до четырёх видеокарт | NVIDIA GeForce 7300 GT с 256 МБ GDDR3 SDRAM памяти (с двумя двухканальными портами DVI) Опционально: ATI Radeon X1900 XT с 512 МБ GDDR3 SDRAM памяти (с двумя двухканальными портами DVI) или NVIDIA Quadro FX 4500 с 512 МБ GDDR3 SDRAM памяти (с поддержкой стерео 3D и двумя двухканальными портами DVI) | ATI Radeon HD 2600 XT с 256 МБ GDDR3 SDRAM памяти (с двумя двухканальными портами DVI) Опционально: NVIDIA GeForce 8800 GT с 512 МБ GDDR3 SDRAM памяти (с двумя двухканальными портами DVI) или NVIDIA Quadro FX 5600 с 1,5 ГБ GDDR3 SDRAM памяти (с поддержкой стерео 3D и двумя двухканальными портами DVI) | NVIDIA GeForce GT 120 c 512 МБ GDDR3 SDRAM памяти (с одним портом Mini DisplayPort и одним двухканальным портом DVI) Опционально: ATI Radeon HD 4870 с 512 МБ GDDR5 SDRAM памяти (с одним портом Mini DisplayPort и одним двухканальным портом DVI) | ATI Radeon HD 5770 с 1 ГБ GDDR5 памяти (с двумя портами Mini DisplayPort и одним двухканальным портом DVI) Опционально: ATI Radeon HD 5870 с 1 ГБ GDDR5 памяти (с двумя портами Mini DisplayPort и одним двухканальным портом DVI) | ATI Radeon HD 5770 с 1 ГБ GDDR5 памяти (с двумя портами Mini DisplayPort и одним двухканальным портом DVI) Опционально: ATI Radeon HD 5870 с 1 ГБ GDDR5 памяти (с двумя портами Mini DisplayPort и одним двухканальным портом DVI) |
| Поставляемый накопитель                            | 250 ГБ с 8 МБ кэш-памяти Опционально: 500 ГБ с 8 МБ кэш-памяти или 750 ГБ с 16 МБ кэш-памяти | 320 ГБ SATA с 8 МБ кэш-памяти Опционально: 500, 750 ГБ или 1 ТБ SATA с 16 МБ кэш-памяти, или 300 ГБ Serial Attached SCSI со скоростью вращения 15000 об/мин. с 16 МБ кэш-памяти | 640 ГБ с 16 МБ кэш-памяти Опционально: 1 или 2 ТБ с 32 МБ кэш-памяти | 1 ТБ SATA с 32 МБ кэш-памяти Опционально: 1 или 2 ТБ SATA с 32 МБ кэш-памяти, или 256 или 512 ГБ SSD | 1 ТБ SATA с 32 МБ кэш-памяти Опционально: 1 или 2 ТБ SATA с 32 МБ кэш-памяти, или 256 или 512 ГБ SSD |
| Поставляемый накопитель                            | Жёсткий диск SATA со скоростью вращения шпинделя 7200 об/мин. | Жёсткий диск SATA со скоростью вращения шпинделя 7200 об/мин. или SAS со скоростью вращения шпинделя 15 тыс. об/мин. | Жёсткий диск SATA со скоростью вращения шпинделя 7200 об/мин. | Жёсткий диск SATA со скоростью вращения шпинделя 7200 об/мин. или твердотельный накопитель | Жёсткий диск SATA со скоростью вращения шпинделя 7200 об/мин. или твердотельный накопитель |
| Поставляемый накопитель                            | SATA 2.0 (3 Gbit/s) | | | | |
| Оптический привод                                  | 16× SuperDrive с поддержкой двухслойных дисков (DVD±R DL/DVD±RW/CD-RW) | 16× SuperDrive с поддержкой двухслойных дисков (DVD±R DL/DVD±RW/CD-RW) | 18× SuperDrive с поддержкой двухслойных дисков (DVD±R DL/DVD±RW/CD-RW) | 18× SuperDrive с поддержкой двухслойных дисков (DVD±R DL/DVD±RW/CD-RW) | 18× SuperDrive с поддержкой двухслойных дисков (DVD±R DL/DVD±RW/CD-RW) |
| Модули связи                                       | Опциональный Wi-Fi 4 (802.11a/b/g и draft-n, n отключён по умолчанию)2× Gigabit EthernetДополнительный USB-модем 56k V.92Опциональный Bluetooth 2.0 + EDR | Опциональный Wi-Fi 4 (802.11/a/b/g и draft-n, n включён по умолчанию) 2× Gigabit Ethernet Дополнительный USB-модем 56k V.92 Bluetooth 2.0 + EDR | Встроенный Wi-Fi 4 (802.11/a/b/g/n) 2× Gigabit Ethernet Bluetooth 2.1 + EDR | Встроенный Wi-Fi 4 (802.11/a/b/g/n) 2× Gigabit Ethernet Bluetooth 2.1 + EDR | Встроенный Wi-Fi 4 (802.11/a/b/g/n) 2× Gigabit Ethernet Bluetooth 2.1 + EDR |
| Разъёмы                                            | 5× USB 2.0 2× FireWire 400 2× FireWire 800 Встроенный монодинамик Аудиовход Два аудиовыхода Оптический вход S/PDIF (Toslink) Оптический выход S/PDIF (Toslink) | 5× USB 2.0 2× FireWire 400 2× FireWire 800 Встроенный монодинамик Аудиовход Два аудиовыхода Оптический вход S/PDIF (Toslink) Оптический выход S/PDIF (Toslink) | 5× USB 2.0 4× FireWire 800 Встроенный монодинамик Аудиовход Два аудиовыхода Оптический вход S/PDIF (Toslink) Оптический выход S/PDIF (Toslink) | 5× USB 2.0 4× FireWire 800 Встроенный монодинамик Аудиовход Два аудиовыхода Оптический вход S/PDIF (Toslink) Оптический выход S/PDIF (Toslink) | 5× USB 2.0 4× FireWire 800 Встроенный монодинамик Аудиовход Два аудиовыхода Оптический вход S/PDIF (Toslink) Оптический выход S/PDIF (Toslink) |
| Размеры                                            | 51,1 см (высота) x 20,6 см (ширина) x 47,5 см (глубина) | 51,1 см (высота) x 20,6 см (ширина) x 47,5 см (глубина) | 51,1 см (высота) x 20,6 см (ширина) x 47,5 см (глубина) | 51,1 см (высота) x 20,6 см (ширина) x 47,5 см (глубина) | 51,1 см (высота) x 20,6 см (ширина) x 47,5 см (глубина) |
| Вес                                                | 19,2 кг | 19,2 кг | 18,1 кг (однопроцессорные четырёхъядерные модели) 18,7 кг (двухпроцессорные четырёхъядерные модели) | 18,1 кг (однопроцессорные четырёхъядерные модели) 18,7 кг (двухпроцессорные четырёхъядерные модели) | 18,1 кг (однопроцессорные четырёхъядерные модели) 18,7 кг (двухпроцессорные четырёхъядерные модели) |
| Изначальная версия операционной системы            | Mac OS X 10.4 Tiger | Mac OS X 10.5 Leopard | Mac OS X 10.5 Leopard | Mac OS X 10.6 Snow Leopard | Mac OS X 10.7 Lion |
| Последняя версия операционной системы              | Mac OS X 10.7 Lion | OS X 10.11 El Capitan | OS X 10.11 El Capitan | macOS 10.13 High Sierra | macOS 10.13 High Sierra |